# Wild Eyed Boy from Freecloud
«Wild Eyed Boy from Freecloud» es una canción escrita por el músico británico David Bowie, inicialmente grabada el 20 de junio de 1969 y lanzado como lado B de su sencillo "Space Oddity". Bowie luego regrabo la canción para su segundo álbum homónimo (lanzado en los Estados Unidos como Man of Words, Man of Music por Mercury Records y reeditada por RCA Records en 1972 como Space Oddity).
Bowie dijo de la canción: "Se trataba de los disociados, los que se sienten que los dejan afuera, que era como yo me sentía. Siempre sentí que estaba que estaba al borde de los acontecimientos, al margen de las cosas y dejado de lado. Muchos de mis personajes en esos primeros años parecían girar en torno a ese sentimiento. Debe haber venido de mi propia perplejidad interna".

## Versiones en vivo
- Bowie tocó la canción en el programa de la BBC, Sounds of the 70s con Andy Ferris, grabado en marzo de 1970, fue publicado por primera vez en 2016, en la edición de vinilo del álbum Bowie at the Beeb.[5]
- Una versión en vivo grabada en el Hammersmith Odeon en Londres, el 3 de julio de 1973 fue publicada en Ziggy Stardust: The Motion Picture (1983).[6] La canción fue interpretada como parte de un popurrí con "All the Young Dudes" y "Oh! You Pretty Things".[7]

## Otros lanzamientos
- La canción fue publicado como lado B del lanzamiento de sencillo de "Space Oddity" el 11 de julio de 1969.[3]
- La canción ha aparecido en numerosos álbumes compilatorios de David Bowie:
  - The Best of David Bowie (1974)
  - Sound + Vision (1989)
  - Five Years (1969–1973) (2017)
  - Conversation Piece (2019)
  - The Width of a Circle (2021)

## Créditos
- David Bowie – voz principal guitarra de doce cuerdas, palmadas
- Tony Visconti – bajo eléctrico
- Mick Ronson – guitarra, palmadas
- Paul Buckmaster – contrabajo